# 大雪海的卡納
《大雪海的卡納》是日本漫畫家貳瓶勉與動畫公司Polygon Pictures共同推出的跨媒體企劃作品。2022年2月漫畫開始連載，由貳瓶勉擔任原作、武本糸會擔任作畫。2023年1月電視動畫開始播出，由Polygon Pictures負責製作。

## 跨媒體企劃歷程
2022年1月20日，日本富士電視台舉辦的「+Ultra」發表會上首度公布這項原創作品企畫，結合漫畫與動畫兩種媒體。該企劃也是Polygon Pictures成立40周年的紀念之作，在消息公布之前就已歷經長期構思。
2022年8月6日，在美國舉辦的「Crunchyroll Expo 2022」動漫展上，先行放映了電視動畫的前4集。
2023年1月7日，官方宣佈將會製作劇場版動畫。

## 故事背景
故事發生在一個被「雪海」覆蓋的世界，雪海上聳立著無數巨大的「軌道樹」，巨木頂端被廣闊的「天膜」所覆蓋，有一群人就在天膜上艱苦地生活著。天膜的少年「卡納」與雪海的公主「莉莉哈」意外相遇，將會為這個瀕臨毀滅的世界帶來無法預測的變化。

## 登場人物
卡納（聲：細谷佳正）
本作主角，居住在天膜上的小村落，對於天膜之下的世界感到相當好奇，認為雪海上仍然有人存在。整個村子裡唯一年輕、能夠出門狩獵的人。
莉莉哈（聲：高橋李依）
雪海上的王國「亞特蘭德」的公主，為了尋找賢者的下落而想要登上天膜，與卡納發生了命運般的相遇。
亞歐納（聲：村瀨步）
莉莉哈的弟弟，機靈又調皮的少年。
阿梅洛忒（聲：坂本真绫）
身穿黑色鎧甲，身上謎團眾多的瓦爾基亞士官。
奧利諾加（聲：小西克幸）
忠於亞特蘭德的親衛隊隊長。
恩加波吉（聲：杉田智和）
難以對付的阿梅洛忒的副官。
漢達基爾（聲：檜山修之）
瓦爾基亞的最高司令，不顧犧牲的殘忍性格。
哈雷索拉（聲：堀內賢雄）
嚴格的亞特蘭德國王，莉莉哈和亞歐納的父親。

## 漫畫
2022年2月，在電視動畫開播之前，漫畫就先行於月刊少年天狼星進行連載，由貳瓶勉擔任原作、武本糸會擔任作畫、全4卷。
| 冊數 | 講談社        | 講談社                 | 東立出版社    | 東立出版社             |
| 冊數 | 發售日期      | ISBN                   | 發售日期      | ISBN                   |
| ---- | ------------- | ---------------------- | ------------- | ---------------------- |
| 1    | 2022年12月8日 | ISBN 978-4-06-530020-6 | 2024年2月23日 | ISBN 978-626-360-839-9 |
| 2    | 2023年2月9日  | ISBN 978-4-06-530763-2 | 2025年6月13日 | ISBN 978-626-02-3511-6 |
| 3    | 2023年10月6日 | ISBN 978-4-06-533498-0 |               |                        |
| 4    | 2024年10月8日 | ISBN 978-4-06-537064-3 |               |                        |

## 電視動畫

### 製作人員
- 原作：貳瓶勉
- 導演：安藤裕章
- 系列構成：村井貞之
- 劇本：村井貞之、山田哲彌（日语：山田哲弥）
- 角色設計：福士亮平、小谷杏子
- 視覺概念設計：片塰滿則
- 製作設計：田中直哉（日语：田中直哉）、勅使河原一馬
- CG監督︰石橋拓馬、多家正樹
- 美術監督：久保季美子
- 3D背景接景總監：松本吉勝
- 色彩設計：野地弘納
- 主分鏡構圖、動畫總監：井澤一勝
- 音響監督：土屋雅紀（日语：土屋雅紀）
- 音樂：KOHTA YAMAMOTO、馬瀨美咲
- 主題曲作曲：澤野弘之
- 動畫製作：Polygon Pictures
- 製作：「大雪海的卡納」製作委員會（富士電視台、Crunchyroll、日本索尼影視娛樂、電通、Bilibili、網易遊戲、Polygon Pictures（日语：ポリゴン・ピクチュアズ）、BS富士）

### 主題曲
片頭曲
主唱：Yorushika，作詞、作曲、編曲：n-buna
片尾曲
主唱：GReeeeN，作詞、作曲：GReeeeN，編曲：JIN

### 劇集列表
| 集數   | 日文標題 | 中文標題     | 分鏡            | 演出     | 首播日期      |
| ------ | -------- | ------------ | --------------- | -------- | ------------- |
| 第1集  |          | 天膜的少年   | 安藤裕章        | 米林拓   | 2023年1月12日 |
| 第2集  |          | 雪海的公主   | 島津裕行        | 安藤裕章 | 2023年1月19日 |
| 第3集  |          | 軌道樹之旅   | 米林拓          | 米林拓   | 2023年1月26日 |
| 第4集  |          | 鎧戰公主     | 島津裕行        | 永園玲仁 | 2023年2月2日  |
| 第5集  |          | 營救行動     | 米林拓          | 安藤裕章 | 2023年2月9日  |
| 第6集  |          | 籠中的莉莉哈 | 島津裕行        | 永園玲仁 | 2023年2月16日 |
| 第7集  |          | 要塞之國     | 米林拓          | 安藤裕章 | 2023年2月23日 |
| 第8集  |          | 漂流         | 井出安軌        | 安藤裕章 | 2023年3月2日  |
| 第9集  |          | 古王宮的旗標 | 島津裕行        | 永園玲仁 | 2023年3月9日  |
| 第10集 |          | 建設者       | 島津裕行        | 安藤裕章 | 2023年3月16日 |
| 第11集 |          | 希望的刻度   | 米林拓 安藤裕章 | 永園玲仁 | 2023年3月23日 |

### 播放電視台
| 播放期間        | 播放時間             | 播放電視台     | 対象地域   | 備註                      |
| --------------- | -------------------- | -------------- | ---------- | ------------------------- |
| 2023年1月12日－ | 星期四 0:55 - 1:25   | 富士電視台     | 關東廣域圈 | 製作参加 / 『+Ultra』時段 |
|                 | 星期四 1:55 - 2:25   | 西日本電視台   | 福岡縣     |                           |
| 2023年1月13日－ | 星期五 2:25 - 2:55   | 關西電視台     | 近畿廣域圈 |                           |
| 2023年1月15日－ | 星期日 1:45 - 2:15   | 東海電視台     | 中京廣域圈 |                           |
|                 | 星期日 23:00 - 23:30 | AT-X           | 日本全國   | CS放送 / 重播             |
| 2023年1月16日－ | 星期一 1:10 - 1:40   | 北海道文化放送 | 北海道     |                           |
| 2023年1月19日－ | 星期四 0:00 - 0:30   | BS富士         | 日本全國   | 製作参加 / BS放送         |

## 劇場版動畫
2023年1月7日，官方宣佈將製作劇場版動畫，屬於電視動畫的續作。劇場版預定於10月上映。
2023年6月12日，官方宣佈劇場版定於10月13日上映。

## 外部連結
- 〈大雪海的卡納〉企劃官網
- 〈大雪海的卡納〉漫畫官網－月刊少年天狼星 （页面存档备份，存于）
- 〈大雪海的卡納〉的X（前Twitter）